# Steve McQueen (álbum)
Steve McQueen es el segundo álbum de estudio de la banda británica de pop Prefab Sprout, publicado en 1985. Este disco llegó a la posición número 21 en la UK Albums Chart y a la 178 en el Billboard 200. En los Estados Unidos, se publicó bajo el título Two Wheels Good, por un conflicto que tuvieron con el estado del actor estadounidense Steve McQueen.
La portada del álbum hace referencia a la pasión de McQueen por las motocicletas Triumph y a la película de 1963 The Great Escape, protagonizada por McQueen y que cuenta con escenas de persecución en las que realiza acrobacias con una motocicleta de ese tipo. 
El 2 de abril de 2007 se reeditó como una legacy edition en un CD doble, que contiene una versión remasterizada del disco original y un bonus track con versiones acústicas de las canciones grabadas por el líder y vocalista Paddy McAloon en 2006.

## Información
La mayor parte del sonido de Steve McQueen está dominada por la exuberante y teñida producción de jazz de Dolby. Las canciones compuestas por McAloon hablan de varios temas, como el amor, la infidelidad, el arrepentimiento y la angustia y son líricamente «letrables y divertidas sin ser condenscendientes en lo más mínimo».
«When Love Breaks Down» fue inicialmente publicada en octubre de 1984, unos meses antes de que el álbum fuera editado, pero no logró entrar en el top 40 británico, llegó a la posición número 89 en la UK Singles Chart. En marzo de 1985, la canción fue reeditada y lanzada como sencillo nuevamente, pero solamente alcanzó el puesto 88 de la lista británica. Luego del lanzamiento del álbum, se publicó por tercera vez en octubre de 1985 y fue esta reedición la que hizo que el tema volviera a entrar en la misma lista y ocupara el puesto 25 por dos semanas entre noviembre y diciembre de 1985, convirtiéndose así en el sencillo más exitoso del disco.
Entre el segundo y tercer lanzamiento de «When Love Breaks Down», dos canciones fueron publicadas como sencillos: Faron Young en julio de 1985, que llegó a la posición 74 en el Reino Unido y «Appetite» en agosto, logrando el puesto 92.
«Goodbye Lucille #1» fue renombrada como «Johnny Johnny» para ser publicada como el último sencillo del álbum. Se editó en enero de 1986 y alcanzó el puesto 64.

## Lista de canciones
- Todas las canciones compuestas por Paddy McAloon.

1. "Faron Young" – 3:48 (titulado como Faron en la edición estadounidense)
2. "Bonny" – 3:42
3. "Appetite" – 3:55
4. "When Love Breaks Down" – 4:05 (las ediciones inglesas y estadounidenses contienen diferentes mezclas de la canción)
5. "Goodbye Lucille #1" – 4:28 (renombrado Johnny Johnny para su publicación como sencillo)
6. "Hallelujah" – 4:19
7. "Moving the River" – 3:57
8. "Horsin' Around" – 4:37
9. "Desire As" – 5:20
10. "Blueberry Pies" – 2:23
11. "When the Angels" – 4:29

Bonus tracks (Estados Unidos)
1. "The Yearning Loins" – 3:38
2. "He'll Have to Go" – 3:06
3. "Faron" (Truckin' mix) – 4:45

## Posición
| País (Lista 1985)              | Mejor posición | Ref.   |
| ------------------------------ | -------------- | ------ |
| Reino Unido (UK Singles Chart) | 21             | [ 21 ] |
| Estados Unidos (Billboard 200) | 178            | [ 22 ] |

## Personal
Prefab Sprout
- Neil Conti – baterías, percusión
- Martin McAloon – bajo eléctrico
- Paddy McAloon – composición, guitarra, teclados, voz
- Wendy Smith – teclados, coros

Personal adicional
- Kevin Armstrong – guitarra (6, 9)
- Matt Barry – ingeniería (asistente)
- Dana – ingeniería (asistente)
- Thomas Dolby – instrumentación, mezcla, producción
- East Orange – diseño de portada
- Brian Evans – ingeniería
- Tim Hunt – ingeniería
- Mark Lockhart – saxofón (9)
- Andy Scarth – ingeniería
- Chris Sheldon – ingeniería
- Mike Shipley – mezcla, ingeniería
- Kathy Smith – ingeniería (asistente)
- Sven Taits – ingeniería (asistente)
- Phil Thornally – mizcla (4)
- John Warwick – fotografía, coloreado a mano